# Рондо, Джейн
Леди Джейн Рондо (урождённая Гудвин, в первом браке Вард (Уорд), во втором Рондо, в третьем — Вигор; 1699, Граффхэм, Западный Суссекс — 6 сентября 1783, Виндзор, Беркшир) — английская писательница XVIII столетия, автор «Писем из России».

## Биография
Джейн Гудвин родилась в 1699 году в Граффхэме в районе Чичестер в английском графстве Западный Суссекс в семье Джорджа Гудвина (1666–1750) и его жены Элизабет (урожденной Сайкс). Джордж Гудвин был ректором церкви Граффхэма, учрежденной в июне 1698 года. В этой церкви Джейн Гудвин и получила крещение 20 февраля 1699 года.

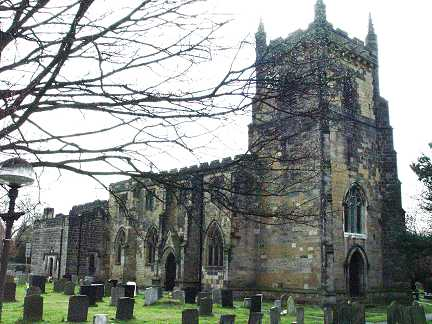
Церковь Святого Освальда

Когда Джейн было десять лет, Джордж Гудвин переехал в Метли в Йоркшире, где он был назначен настоятелем церкви Святого Освальда в марте 1709 года, оставаясь там до своей смерти в 1750 году.
20 ноября 1718 года девятнадцатилетняя Джейн Гудвин вышла замуж за дипломата Томаса Уорда в Темпл-Черч в лондонском Сити. Её муж был сыном сэра Эдварда Уорда, бывшего судьи и главного барона казначейства.
Мало что известно о ранней супружеской жизни Джейн и Томаса Уорд, пока они не прибыли в Санкт-Петербург в конце июля 1728 года в сопровождении своего секретаря Клавдия Рондо вскоре после того, как Уорд был назначен генеральным консулом Великобритании в Российской империи, но пребывание Уорда в российской столице было недолгим, так как он внезапно скончался в феврале 1731 года.
После смерти Уорда Джейн Уорд вышла замуж за предприимчивого Клавдия Рондо; свадьба состоялась 23 ноября 1731 года. Рондо был более эффективным резидентом, чем Уорд, и сумел примирить различные фракции внутри российской компании в Петербурге. Тем временем Джейн Рондо стала играть активную роль в российской общественной жизни, становясь любимицей императрицы Анны Иоанновны и охотно посещала различные придворные вечеринки, балы, свадьбы и т. д.
Примерно в 1737 году Джейн Рондо потеряла ребенка, после чего она вернулась в Лондон для получения квалифицированной медицинской помощи. Она снова забеременела незадолго до смерти Рондо (вероятно от простуды) 5 октября 1739 года.
Вместо того, чтобы пытаться плыть по морю зимой, она отправилась со своими слугами по суше на запряженных лошадьми санях; В пути ее сопровождал Уильям Вигор, торговец-квакер, который также возвращался в Англию; некоторое время спустя он стал её третьим мужем.

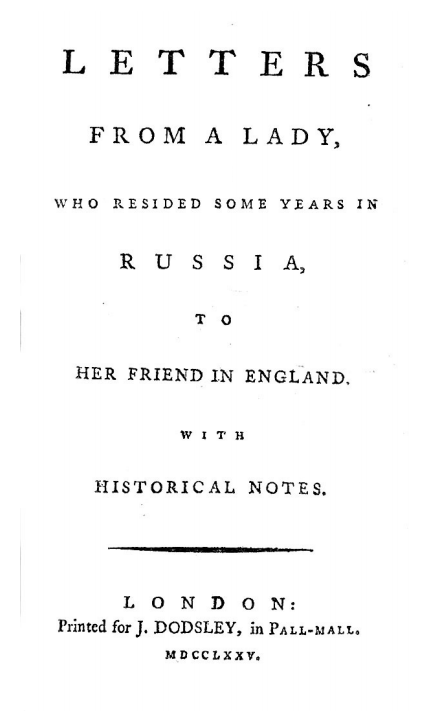
Одно из изданий «Писем»

Прожив много лет при русском дворе, она стала писать мемуары о России. В 1775 году она издала в Лондоне «Letters from a lady who resided some years in Russia to her friend in England; with historical notes»; в следующем году появился французский перевод этих «Писем», а в 1836 г. — русский, сделанный Касторским (с пропусками и довольно небрежный). Новый русский перевод Е. Карновича, с предисловием К. Н. Бестужева-Рюмина, вышел под редакцией С. Н. Шубинского: «Записки иностранцев о России в XVIII столетии. Т. I. Письма леди Рогдо» (СПб., 1874). В своих «Письмах» к лондонской приятельнице Рондо дает легкие очерки нравов, сообщает анекдоты, сплетни и характеристики, не всегда верные, лиц, с которыми ей приходилось сталкиваться. Всех писем 37. Во многих случаях они могут служить продолжением «Записок герцога де Лириа». Исправлением и дополнением «Писем» Рондо являются «Примечания» неизвестного автора в «Русской Старине»  (1878 г., № 2). Не касаясь литературной части, можно смело утверждать, что письма эти имеют большой исторический интерес и по сей день.
Леди Джейн Вигор скончалась 6 сентября 1783 года в городке Виндзор в Южной Англии.
В 1784 году, уже после смерти Д. Вигор, среди её бумаг было найдено ещё несколько писем; они были опубликованы под заголовком «Одиннадцать дополнительных писем из России в период правления Петра II. Покойной г-жой Вигор. Никогда прежде не публиковались». В предисловии говорится, что эти письма «были найдены среди ее бумаг после ее смерти» и включают краткое биографическое предисловие и некоторые исторические заметки. Эти письма предшествуют оригиналам в хронологическом порядке и охватывают её самые ранние годы в Санкт-Петербурге, во время правления малолетнего императора всероссийского Петра II, и были более личными, чем те, которые она опубликовала при жизни. Письма представляют собой уникальные рассказы очевидцев о жизни при дворе в Санкт-Петербурге и среди иностранцев; современные рецензенты хвалят анекдоты о придворных событиях, включая браки, коронации и похороны, а также рассказы об аристократических интригах и романах.